# إعادة اختراع العجلة
إعادة اختراع العجلة (بالإنجليزية: Reinventing the wheel)‏ تعبير اصطلاحي استعاري يشير إلى أن النموذج الأصلي للعجلة لا يعتبر به أي عيوب تشغيلية، فإن محاولة إعادة اختراعه ستكون بلا فائدة ولن تضيف أي قيمة إلى الإداة، وستكون مضيعة للوقت.